# Матей Ангелов
Матей Ангелов (мак. Матеј Ангелов; нар. 11 липня 2004, Штип, Північна Македонія) — македонський футболіст, опорний півзахисник черкаського ЛНЗ.

## Клубна кар'єра
Народився в місті Штип. Вихованець місцевого клубу «Брегальниця», звідки на початку липня 2019 року перейшов до структури «Работнічок». Спочатку виступав за молодіжну команду, а на початку липня 2021 року переведений до першої команди. Дебютував за столичний клуб 10 квітня 2021 року в переможному (3:1) домашньому поєдинку 26-го туру Першої ліги проти «Пелістера». Матей вийшов на поле на 85-й хвилині замість Луки Станковського. У сезоні 2020/21 років виходив на поле в 3-х поєдинках Першої ліги, наступного сезону грав частіше, провів 9 поєдинків в еліті македонського футболу. У сезонах 2022/23 та 2023/24 років був одним з основних півзахисників команди. Загалом же в складі «Работнічок» зіграв 60 матчів у Першій лізі та 1 поєдинок у Кубку Північної Македонії.
10 липня 2024 року відправився в оренду до ЛНЗ.

## Кар'єра в збірній
На міжнародному рівні за Північну Македонію дебютував 26 березня 2019 року в переможному для команди U-15 міжнародному товариському поєдинку проти однолітків з Польщі. Ангелов вийшов на поле в стартовому складі та відіграв увесь матч. Виступав також за юнацькі збірні Північної Македонії (U-17), (U-18) та (U-19).
У футболці молодіжної збірної Північної Македонії дебютував 23 березня 2023 року в програному (0:3) домашньому товариському матчі проти Латвії. Матей вийшов на поле в стартовому складі, а на 76-й хвилині його замінив Імран Фетай.